# 斯泰尼科
斯泰尼科（義大利語：Stenico），是意大利特伦托自治省的一个市镇。总面积49平方公里，人口1167人，人口密度23.8人/平方公里（2009年）。ISTAT代码为022182。